# Robert Gascoyne-Cecil, 3. markis af Salisbury
Robert Arthur Talbot Gascoyne-Cecil, 3. markis af Salisbury (født 3. februar 1830, død 22. april 1903) var en engelsk aristokrat og konservativ britisk politiker. Han blev premierminister tre gange.

## Parlamentsmedlem
Robert Gascoyne-Cecil (senere kendt som Lord Salisbury) var valgt til Underhuset fra 1853 til 1868. Fra 1868 til 1903 var han medlem af Overhuset.

## Premierminister
Lord Salisbury var Storbritanniens premierminister i 1885–86, i 1886–92 og i 1895–1902. I perioder var han også udenrigsminister.
Lord Salisbury var den sidste britiske premierminister, der var medlem af Overhuset i hele sin embedsperiode.

## Familie
Lord Salisbury fik otte børn. Sønnen Edgar Algernon Robert Gascoyne-Cecil (1864-1958) modtag Nobels fredspris i 1937.